# Eilema brevifurca
Eilema brevifurca là một loài bướm đêm thuộc phân họ Arctiinae, họ Erebidae.